# Круминя, Герда
Герда Круминя (латыш. Gerda Krūmiņa; родилась 26 ноября 1984, Цесис, СССР) — латвийская биатлонистка.

## Спортивная карьера
Биатлоном начала заниматься в 2003 года. Выступала за национальную сборную с 2005 года по 2011 год. Участвовала на двух Олимпийских играх в Турине и Ванкувере. Лучшее достижение на этапах Кубка мира: 22 место в спринте в Поклюке в сезоне 2007/2008.
Победительница и призёр этапа Кубка IBU по кросс-биатлону 2010 в Цесисе.

### Выступления на чемпионатах мира
| Сезон | ИГ   | СГ   | ГП | МС | КЭ   | СЭ   |
| ----- | ---- | ---- | -- | -- | ---- | ---- |
| 2005  | 84-я | 89-я | -  | -  | -    | -    |
| 2007  | 38-я | 74-я | -  | -  | -    | 17-я |
| 2008  | 50-я | 69-я | -  | -  | 20-я | -    |
| 2009  | 93-я | 67-я | -  | -  | 20-я | -    |

### Участие в Олимпийских играх
| Год  | Место проведения | Спринт | Гонка преследования | Индивидуальная гонка | Масс-старт | Эстафета | Смешанная эстафета |
| ---- | ---------------- | ------ | ------------------- | -------------------- | ---------- | -------- | ------------------ |
| 2006 | Турин            | 74     | -                   | 70                   | —          | 18       | —                  |
| 2010 | Ванкувер         | 48     | 57                  | 69                   | —          | 19       | —                  |

## Результаты

### Кубок мира
- 2007—2008 — 71-е место (9 очков)